# Le Temps du silence
Pour plus de détails, voir Fiche technique et Distribution.
Le Temps du silence est un téléfilm français réalisé par Franck Appréderis et diffusé le 11 juin 2011 sur France 3 et le 8 avril 2013 sur France 5. Il s'agit d'une adaptation du livre de mémoires de Jorge Semprún, L'Écriture ou la Vie.

## Synopsis
En 1945, Manuel, un ancien déporté de Buchenwald, se demande comment parler de l'expérience des camps de concentration. Au fil de ses rencontres, il revient à la vie mais choisit en même temps de se murer dans le silence.

## Fiche technique
- Réalisation : Franck Appréderis
- Scénario : Franck Appréderis d'après L'Écriture ou la Vie de  Jorge Semprún
- Pays :  France
- Durée : 110 minutes

## Distribution
- Loïc Corbery : Manuel en 1945
- Bernard Le Coq : Manuel en 1992
- Audrey Marnay : Laurence
- Barbara Cabrita : Lorène
- Arnaud Apprederis : Darriet
- Sarah Biasini : Julie
- Lio : la chanteuse
- Anne Loiret : Isabelle
- Marie Rousseau : Claude Edmonde
- Frédéric van den Driessche : Aragon
- Philippe Le Dem : Boris Taslitzky
- Eric Savin : Jean-Marie
- Christophe Kourotchkine : Le Médecin militaire
- Alexandre de Seze : Marc
- Denis Sebbah : Lieutenant Rosenbergm
- Stephan Le Forestier : Martin
- Sacha Bourdo : Albert
- David Murgia : Morales
- Georges Claisse
- Gwendolyn Gourvenec : Christina